# Magyar Ökumenikus Segélyszervezet

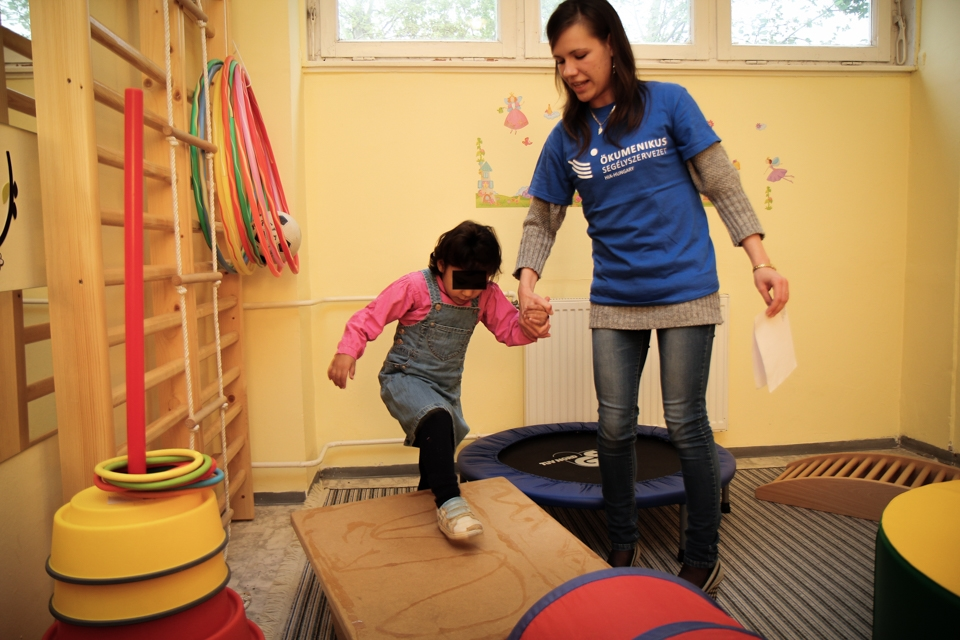
A Segélyszervezet az ország 8 pontján 300 gyermek számára biztosít folyamatos, szakértői segítséget a szegénység okozta hátrányok leküzdéséhez.

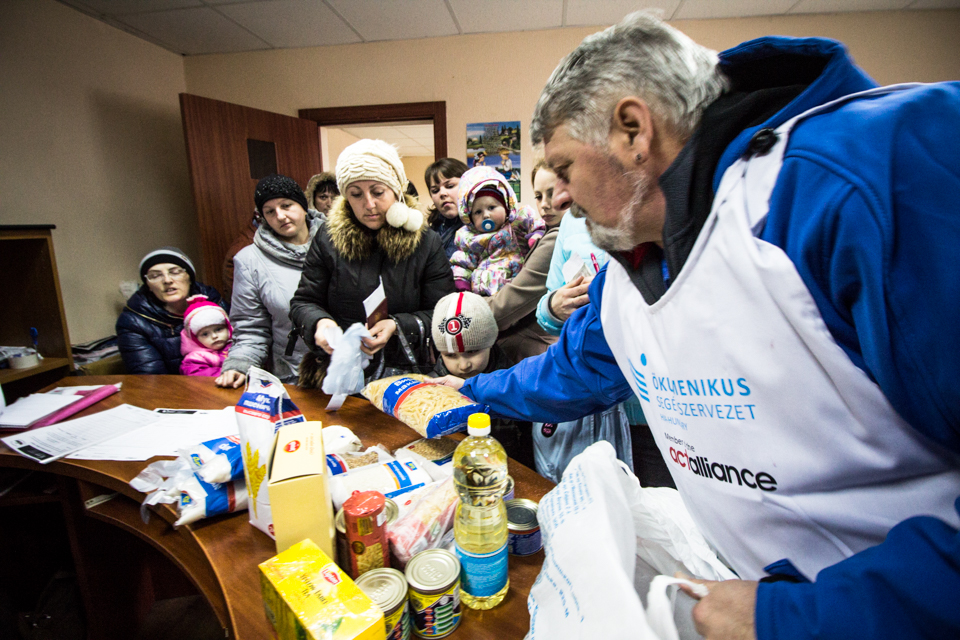
A szervezet alapítása óta 36 országban hajtott végre humanitárius és fejlesztési segélyprogramokat.

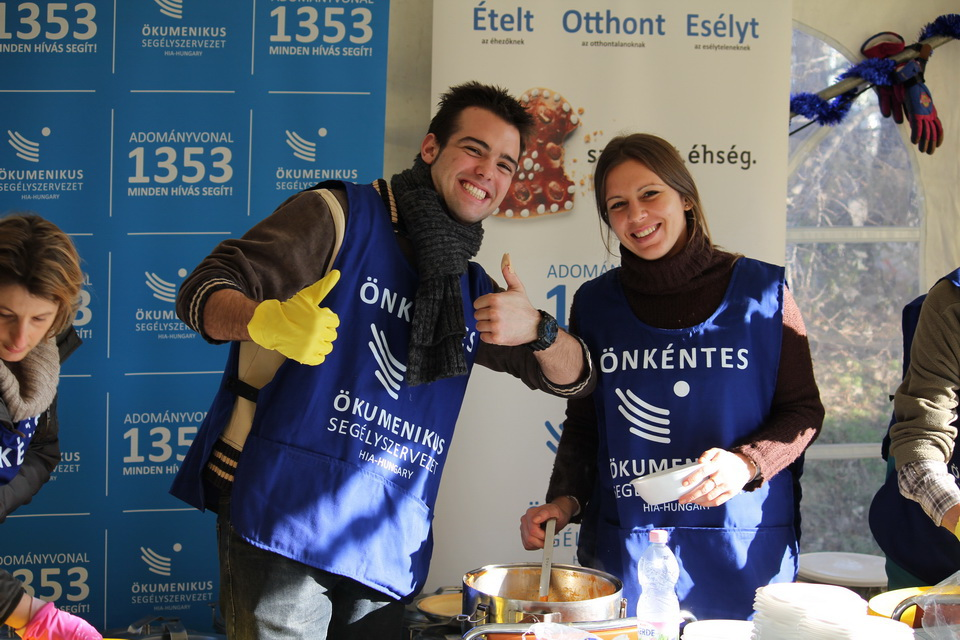
A Segélyszervezet önkéntesei egy adventi ételosztáson.

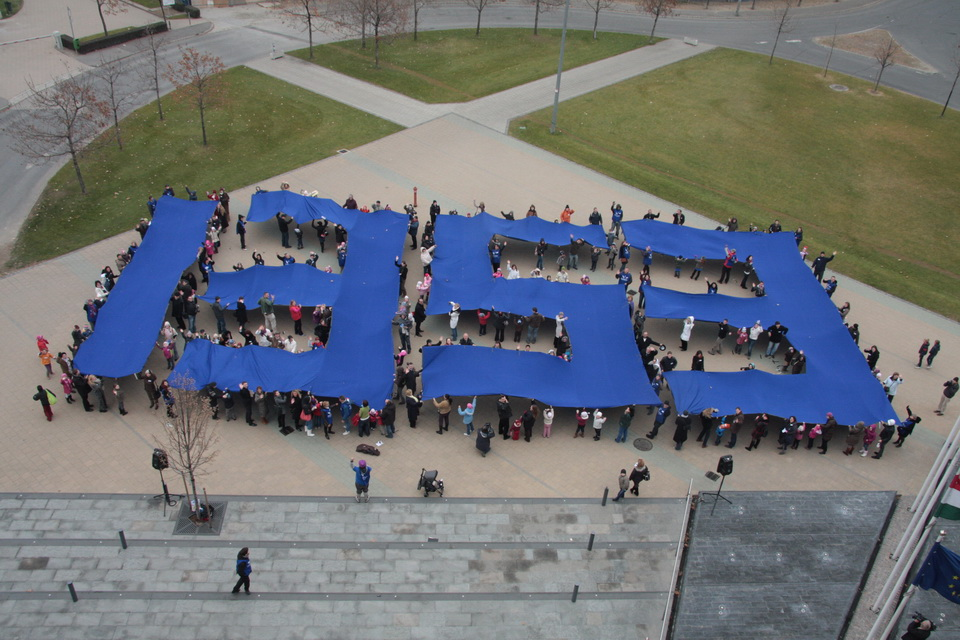
Élőkép a Segélyszervezet 1353-as adományvonaláról a Művészetek Palotája előtt.

Az 1991-ben alapított Magyar Ökumenikus Segélyszervezet (röviden Ökumenikus Segélyszervezet, köznapi nevén a Segélyszervezet) Magyarország egyik legnagyobb, nemzetközileg is elismert karitatív szervezete. Az alapító egyházak összefogása ma már szakemberek, önkéntesek, adományozók és felelős vállalati partnerek egyre bővülő közösségeként segíti a bajbajutottakat és nélkülözőket. A Segélyszervezet nemzetiségi, vallási és világnézeti hovatartozásra való tekintet nélkül, a legszigorúbb szakmai és átláthatósági követelményeknek megfelelve nyújt segítséget a rászorulóknak Magyarországon, a Kárpát-medencében és a nemzetközi közösség részeként.

## Küldetése
A Segélyszervezet egy közösség, mely az összefogás erejével nyújt hatékony segítséget a nélkülözőknek és bajbajutottaknak. Kiemelt célkitűzése, hogy esélyt kínáljon a felzárkózásra a szegénységből kiutat kereső családok számára.

## Céljai

### Segítség a bajbajutottaknak
A Segélyszervezet célkitűzése, hogy gyors, szakszerű és hatékony segítséget juttasson el a természeti katasztrófák és emberek okozta krízisek károsultjainak.

### Küzdelem a szegénység ellen
A Segélyszervezet célkitűzése, hogy intézményein és programjain keresztül ne csak gyorssegélyt, de kitörési pontokat is kínáljon a szegénységből mindazok számára, akik maguk is készek tenni a felzárkózásért.

### Erősebb társadalmi szolidaritás
A Segélyszervezet célkitűzése, hogy az önkéntesség és az adományozás kultúrájának építésével erősítse a társadalmi szolidaritást.

## Főbb tevékenységei

### Magyarországi tevékenység
Országos intézményhálózatán keresztül a szervezet legfőbb törekvése, hogy az átmenti segítségen túl kitörési pontokat is tudjon kínálni a szegénységből. Az év 365 napján zajló szociális és fejlesztési munka mellett a Segélyszervezet a természeti csapások, katasztrófák károsultjait is segíti.
Magyarországon a szervezet a rászoruló családoknak és gyermekeknek; hajléktalanoknak; szenvedélybetegeknek; munkanélkülieknek, valamint a katasztrófák károsultjainak nyújt segítséget.
A Segélyszervezet folyamatosan működő intézményei Budapesten, Debrecenben, Gyulán, Kastélyosdombón, Miskolcon, Szendrőn, Szolnokon, Olaszliszkán, Orosházán, valamint Sopronban találhatók.

### Nemzetközi tevékenység
A szervezet 1991-es alapítása óta 36 országban hajtott végre humanitárius és fejlesztési segélyprogramokat. Az egyedülállóan sokrétű tapasztalat teszi a szervezetet alkalmassá a magyar emberek adományainak hatékony célba juttatására, és a jellemzően nemzetközi forrásokból megvalósuló fejlesztési programok végrehajtására. A nemzetközi színtéren a szervezet különösen a humanitárius segítségnyújtásra; oktatás fejlesztésére; mezőgazdaság- és vidékfejlesztésre; kapacitás fejlesztésre, valamint a helyi közösségek és kezdeményezések támogatására fókuszál.

### Szemléletformálás
A humanitárius és fejlesztési munka tapasztalataira építve a Segélyszervezet nagy hangsúlyt fektet arra, hogy felhívja a figyelmet a célkitűzéseivel és tevékenységével összefüggő társadalmi és globális problémákra. A Segélyszervezet a miértek megválaszolásán túl fontosnak tartja, hogy megmutassa azt is, hogyan válhatunk világformálókká, hogyan tehetünk együtt egy jobb világért.

## Alapelvei
Az Ökumenikus Segélyszervezet a következő alapelvek mentén végzi tevékenységét:
- Különbségtétel nélkül: A segítségnyújtás mindenféle megkülönböztetés nélkül történik, kizárólag a szükségletek alapján, a nélkülözők méltóságát megőrizve.
- Átgondoltan: Az okokat minden esetben kivizsgálják, hogy személyre szabottan és hatékonyan tudjanak segíteni.
- Közös erővel: Az általuk támogatottakkal szorosan együttműködve nyújtanak segítséget: bevonják őket a problémamegoldás folyamatába, hogy képessé váljanak aktív szerepet vállalni nehézségeik megoldásában.
- Közösségben: Partnerek, adományozók, önkéntesek bevonása teszi képessé a szervezetet a hatékony segítségnyújtásra.
- Új utakat keresve: Nagy hangsúlyt fektetnek munkájuk hatékonyságának rendszeres mérésére és értékelésére, tevékenységük folyamatos újragondolására, új, innovatív megoldások kidolgozására.
- Átláthatóan: Munkájukat a legszigorúbb nemzetközi sztenderdek szerinti könyvvizsgálatnak alávetve, a tevékenységükről folyamatosan beszámolva végzik.

### Átláthatóság
Az Ökumenikus Segélyszervezet az átláthatóság növelésére egységes rendszert vezetett be az egyéni és vállalati pénzadományok esetében. A szervezet valamennyi projektje külön azonosítóval rendelkezik, így az adomány útja nyomon követhető. Az adomány 85%-át közvetlenül az adományozó által megjelölt segélyprogram megvalósítására fordítja. Az adomány 9%-át a segélyprogram(ok) közvetett költségeinek fedezésére fordítja a professzionális, átlátható és fenntartható segítségnyújtás érdekében. Az adomány 6%-át az adományozók felé történő visszacsatolásra és az aktív társadalmi szolidaritást ösztönző közösségi és kommunikációs tevékenységre fordítja, hogy minél többen és többet segíthessen.
Könyvvizsgálat, átlátható pénzügyek: A Segélyszervezet Magyarországon elsőként vetette alá teljes működését a legszigorúbb nemzetközi KPMG sztenderdek szerinti könyvvizsgálatnak. Az éves auditokat követően szöveges beszámolókat és pénzügyi elszámolásokat a partnereknek átadott és a szervezet honlapjáról is letölthető éves jelentéseiben bárki elolvashatja.
A Segélyszervezet az adományok felhasználásáról részletes szöveges és pénzügyi elszámolást készít, amelyet elküld partnereiknek, adományozóiknak, és amelyek megtalálhatóak a szervezet honlapján, kiadványaiban.

## Vezetőség
A Segélyszervezet vezetője annak alapítása óta Lehel László, evangélikus lelkész.
A Segélyszervezet igazgató tanácsának tagjai:
Csákvári Andrea, gazdasági igazgató; Gáncs Kristóf, kommunikációs igazgató; Keveházi Klára, nemzetközi fejlesztési és humanitárius igazgató; Rácsok Balázs, hazai szociális és fejlesztési igazgató
A szervezet működésének ellenőrzését a felügyelő-bizottság végzi. Ennek jelenlegi tagjai: Szentiványi Ilona, G. Németh György; Hafenscher Károly; Szemerei Zoltán; Vad Zsigmond.

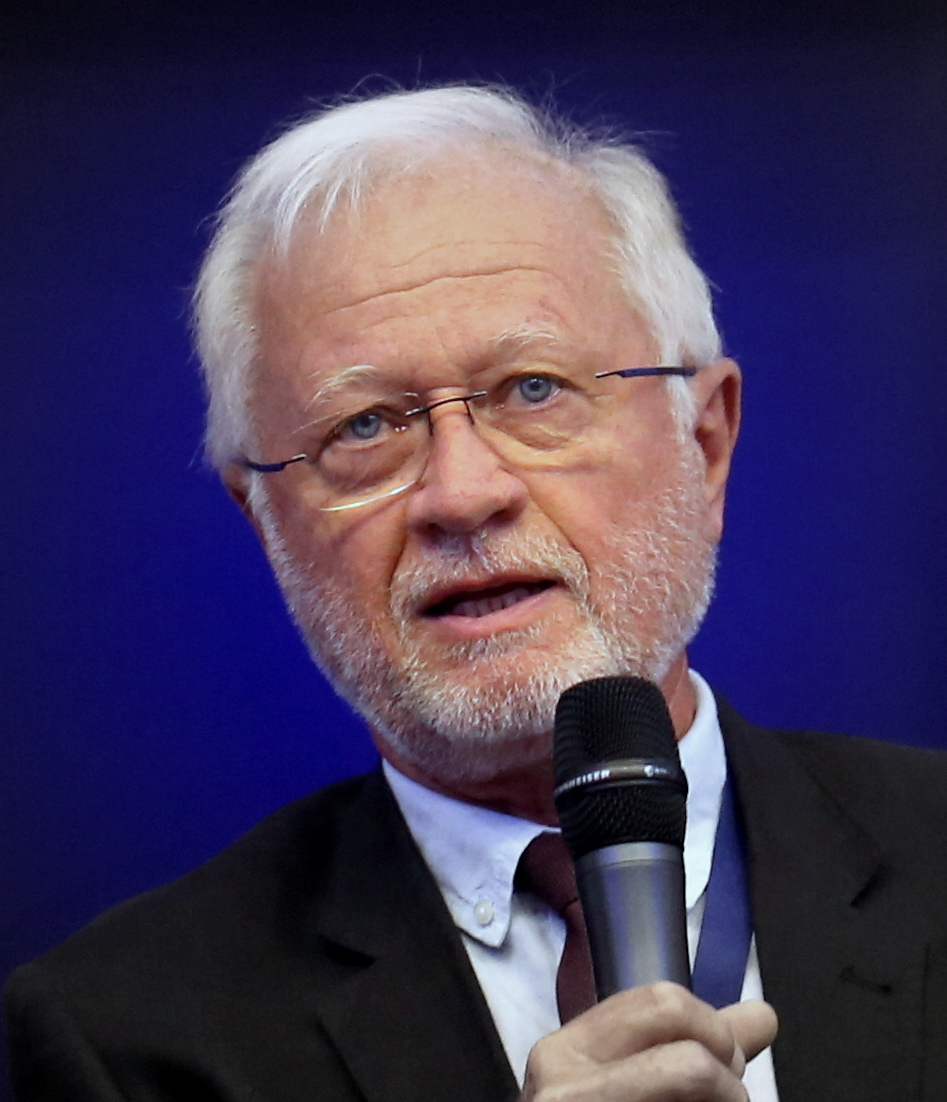
Lehel László

A szervezet munkáját jószolgálati nagykövetként 1998 óta segíti Lévai Anikó, 2004 óta pedig Kovács ’Koko’ István.
Lehel László, az Ökumenikus Segélyszervezet vezetője 2017. május 1-jétől felfüggesztette elnök-igazgatói tevékenységét annak érdekében, hogy magánemberként reagálhasson az őt a Magyar Nemzetben megjelent Velünk élő ügynökeink című írás kapcsán ért támadásokra. A Segélyszervezet  2017-es évi rendes közgyűlésen kiderült, hogy Lehel László folytatja elnök-igazgatói munkáját. Ügynökmúltját maga is elismerte.

## Eredmények
- 36 országban 25 milliárd forint értékben nyújtott segítséget.
- Központjai 10 településről több mint 50 különböző szolgáltatással segítik országszerte a rászorulókat.
- Évente 1000 fedélnélkülinek nyújt hiánypótló segítséget.
- 1991 óta 2 milliárd forint értékben segített Magyarországon a természeti katasztrófák károsultjainak a károk mérséklésében, valamint a helyreállításban és újrakezdésben.
- Évente 1000 nehéz körülmények között élő gyermek tanulmányi eredményeinek javításához járul hozzá.
- Segélyközpontja évente 20 000 segélycsomagot juttat el nélkülöző családoknak.
- Évente átlagosan 2 milliárd forint értékben segít a nélkülözőknek.
- Évente 150 családnak nyújt biztonságos menedéket.[9]

## Története
Az 1991-ben maroknyi kis csapattal induló szervezet mára közel kétszáz főállású munkatárssal, országos intézményhálózattal, és közel 40 országban végrehajtott segélyprogramok tapasztalatával segíti a nélkülözőket és bajbajutottakat.
A szervezetet a magyarországi református, evangélikus, valamint metodista, ortodox és unitárius egyházak alapítottak még Magyar Ökumenikus Szeretetszolgálat néven, hogy az egyházak kinyújtott karjaként professzionális segítséget nyújthasson a rászorulóknak határainkon innen és túl.
A ’90-es évek elején jelentős szerepet játszott a szervezet a délszláv háború Magyarországra érkezett menekültjeinek ellátásában.
Ugyanebben az időszakban jött létre a mai napig is aktívan működő miskolci és debreceni központ – előbbiben rászoruló gyermekekkel, családokkal, utóbbiban hajléktalanokkal foglalkoznak a szervezet munkatársai.
Az évtized közepén a volt-jugoszláv tagállamok mellett az észak-kaukázusi térségben hajtott végre hosszabb távú segélyprogramokat a szervezet az ACT Alliance kötelékében, mely ernyőszervezetnek szinte alapítása óta tagja a Segélyszervezet.
A segélyszervezet 1998-ban nyújtott első alkalommal Magyarországon humanitárius segítséget a tavaszi árvíz károsultjainak.
A ’90-es évek második felében újabb intézményeket nyitott a szervezet: Soroksáron gyermekjóléti és családsegítő szolgálat, Budapest 13. kerületében pedig Szenvedélybetegek Nappali Intézménye működtetését kezdte meg.
A 2000-es évek elején újabb központok sorát hozta létre a szervezet: Gyulán hajléktalanokat segítő intézmény, Szolnokon és Orosházán Családok Átmeneti Otthona, Olaszliszkán gyermekek fejlesztésével foglalkozó központ, Soroksáron és Debrecenben pedig szenvedélybetegeket támogató intézmény nyitotta meg kapuit.
A nemzetközi tevékenységben is aktív marad a Segélyszervezet: a koszovói háború károsultjainak nyújtott segítség mellett Kárpátalján hozott létre tanácsadó és fejlesztő központot, valamint 2001-ben megkezdte a mai napig tartó afganisztáni tevékenységét, amely során több mint 2 milliárd forint értékben hajtott végre programokat.
2004-ben a szervezet neve is megváltozott: Szeretetszolgálat helyett Segélyszervezet lett. A változás oka, hogy a tevékenysége annyira kibővült, hogy a „Szeretetszolgálat” név már nem fejezte ki hűen a komplex szakmai munka sokszínűségét, lényegét.
Az évtized közepén a nemzetközi tevékenység is intenzívebbé vált: Srí Lankán a cunami után kezdett nagyszabású segélyprogramba a szervezet, Üzbegisztánban a fogyatékkal élőket támogatta egy kétéves projekt keretében, a libanoni humanitárius válság során pedig a menekülteknek nyújtott segítséget.
A szemléletformálás nagy hangsúlyt kapott a 2000-es évek második felében: több jelentős kampányt valósított meg a szervezet, amelyek közül a legjelentősebb, a 10 perc ’szoli során egy mintegy 10 000 diákot megszólító országos roadshow keretében is eljutott az összefogás szükségességének üzenet a fiatalokhoz.
A hazai és határainkon túli árvizek károsultjait is folyamatos támogatásban részesítette a szervezet, a 2010-es vörösiszap-katasztrófa után pedig több milliárd forint értékben nyújtott támogatást az érintetteknek.
2010-ben a haiti földrengés után a katasztrófa utáni helyreállításban segített a szervezet.
2010 után egy sor új intézményt nyitott a Segélyszervezet: az Ygen Humánerőforrás Központ a munkanélkülieknek nyújt segítséget, a Segélyközpont az ország egész területéről érkező segélykérések kezelésével foglalkozik, Csepelen a fedélnélkülieknek nyújtanak segítségét, Budapesten és Kastélyosdombón pedig újabb Családok Átmeneti Otthonát alapított – utóbbi helyszínen egy modellprogram keretében a családoknak önálló háztáji gazdálkodás létrehozásában segítenek. Ezenfelül Kastélyosdombón a szenvedélybetegeknek is támogatást nyújtanak, Szendrőn egy gyermekházat alapítottak, Sopronban pedig az álláskeresők támogatására nyitottak intézményt.
Az utóbbi években is aktív maradt a szervezet a nemzetközi színtéren: a Fülöp-szigeteken a tájfun után nyújtott jelentős segítséget, Fehéroroszországban egy úttörő, reintegrációs programot indított el, a Balkánon az évszázad árvize után segített a károsultaknak, Irakban és Ukrajnában pedig a belső menekültek támogatásában vállal aktív szerepet.